# يوبا سيتي (كاليفورنيا)
يوبا هي مقر المقاطعة لمقاطعة سوتر، كاليفورنيا ، ويقدر عدد سكانها في إحصاء عام 2006 بمايقارب 62,083 نسمة.

## المناخ
يظهر الجدول التالي التغييرات المناخية على مدار السنة ليوبا سيتي:
| البيانات المناخية لـيوبا سيتي     | البيانات المناخية لـيوبا سيتي | البيانات المناخية لـيوبا سيتي | البيانات المناخية لـيوبا سيتي | البيانات المناخية لـيوبا سيتي | البيانات المناخية لـيوبا سيتي | البيانات المناخية لـيوبا سيتي | البيانات المناخية لـيوبا سيتي | البيانات المناخية لـيوبا سيتي | البيانات المناخية لـيوبا سيتي | البيانات المناخية لـيوبا سيتي | البيانات المناخية لـيوبا سيتي | البيانات المناخية لـيوبا سيتي | البيانات المناخية لـيوبا سيتي |
| الشهر                             | يناير                         | فبراير                        | مارس                          | أبريل                         | مايو                          | يونيو                         | يوليو                         | أغسطس                         | سبتمبر                        | أكتوبر                        | نوفمبر                        | ديسمبر                        | المعدل السنوي                 |
| --------------------------------- | ----------------------------- | ----------------------------- | ----------------------------- | ----------------------------- | ----------------------------- | ----------------------------- | ----------------------------- | ----------------------------- | ----------------------------- | ----------------------------- | ----------------------------- | ----------------------------- | ----------------------------- |
| الدرجة القصوى °ف (°م)             | 75 (24)                       | 82 (28)                       | 90 (32)                       | 97 (36)                       | 106 (41)                      | 113 (45)                      | 111 (44)                      | 111 (44)                      | 113 (45)                      | 104 (40)                      | 90 (32)                       | 79 (26)                       | 113 (45)                      |
| متوسط درجة الحرارة الكبرى °ف (°م) | 55 (13)                       | 61 (16)                       | 63 (17)                       | 70 (21)                       | 82 (28)                       | 91 (33)                       | 95 (35)                       | 93 (34)                       | 88 (31)                       | 75 (24)                       | 61 (16)                       | 54 (12)                       | 73 (23)                       |
| متوسط درجة الحرارة الصغرى °ف (°م) | 37 (3)                        | 43 (6)                        | 45 (7)                        | 48 (9)                        | 54 (12)                       | 59 (15)                       | 61 (16)                       | 59 (15)                       | 55 (13)                       | 48 (9)                        | 41 (5)                        | 37 (3)                        | 48 (9)                        |
| أدنى درجة حرارة °ف (°م)           | 19 (−7)                       | 23 (−5)                       | 27 (−3)                       | 32 (0)                        | 37 (3)                        | 45 (7)                        | 45 (7)                        | 46 (8)                        | 43 (6)                        | 32 (0)                        | 27 (−3)                       | 18 (−8)                       | 18 (−8)                       |
| الهطول إنش (مم)                   | 4.54 (115.2)                  | 4.13 (104.8)                  | 3.85 (97.9)                   | 1.70 (43.3)                   | 0.84 (21.3)                   | 0.29 (7.4)                    | 0.07 (1.8)                    | 0.08 (2.0)                    | 0.64 (16.2)                   | 1.43 (36.2)                   | 3.00 (76.1)                   | 3.67 (93.3)                   | 24.23 (615.5)                 |
| المصدر: weather.com               |                               |                               |                               |                               |                               |                               |                               |                               |                               |                               |                               |                               |                               |

## توأمة
ليوبا سيتي (كاليفورنيا) اتفاقيات توأمة مع:
- توريده

## أعلام
- تشارلي بيكوك
- فرانك بيكون
- أدريان مولينا
- كريس بيترسن
- إليس إي. باترسون
- دوللي غراي
- مرلي أنتوني
- ألفونس دس غاليغوس
- خوان كورونا